# Sture Andersson (militärläkare)
Sture Edvin Andersson, född 18 juni 1950 i Tidersrums församling i Östergötlands län, är en svensk militärläkare.
Andersson tog läkarexamen vid Uppsala universitet och Linköpings universitet 1983 och arbetade därefter som specialistonkolog och företagsläkare. Han var stabschef vid Försvarets sjukvårdscentrum 1994–1997 och regionansvarig läkare i Södra militärdistriktet 2001–2003. Därefter var generalläkare 2004–2006, varefter han pensionerades. Han innehar graden brigadgeneral.
Sture Andersson invaldes 2009 som ledamot av Kungliga Krigsvetenskapsakademien.